# Dracophyllum subulatum
Dracophyllum subulatum är en ljungväxtart som beskrevs av Joseph Dalton Hooker. Dracophyllum subulatum ingår i släktet Dracophyllum och familjen ljungväxter. Inga underarter finns listade i Catalogue of Life.